# Niewiastowo
Niewiastowo – osada w Polsce położona w województwie warmińsko-mazurskim, w powiecie braniewskim, w gminie Frombork.
Nazwę nadano od 2016 roku. We skazanym miejscu na mapach i zdjęciach satelitarnych nie ma zabudowań.
W latach 1975–1998 miejscowość należała administracyjnie do województwa elbląskiego.
Osada znajduje się w historycznym regionie Warmia.